# Еквипотенцијална површ
Еквипотенцијална површ је површ константног скаларног потенцијала. Користи за представљање (n)-димензионалне скаларне потенцијалне функције у (n-1) димензионалном простору. Градијент потенцијала, који показује правац највећег пораста функције, је нормалан на површ (односно, на тангентну раван у тачки посматрања).
Термин се користи у електростатици, механици флуида, геодезији и геофизици.